# Alkotás utca
Az Alkotás utca Budapesten, az I. kerületi Krisztinavárost és a XII. kerületi Németvölgyet a budai Nagykörút részeként összekötő, villamospályával rendelkező forgalmas főút. Határai: a Krisztina körút és a BAH csomópont. 
Az Alkotás utca 44 szám alatt a Testnevelési Egyetem, az 53 szám alatt a MOM Park, a 63-67 szám alatt a Novotel Budapest City szálloda található. Az Alkotás utca mellett helyezkedik el a Déli pályaudvar, az Országos Gerincgyógyászati Központ és a Gesztenyés-kert magában foglalva a Budapest Kongresszusi Központot.

## Története

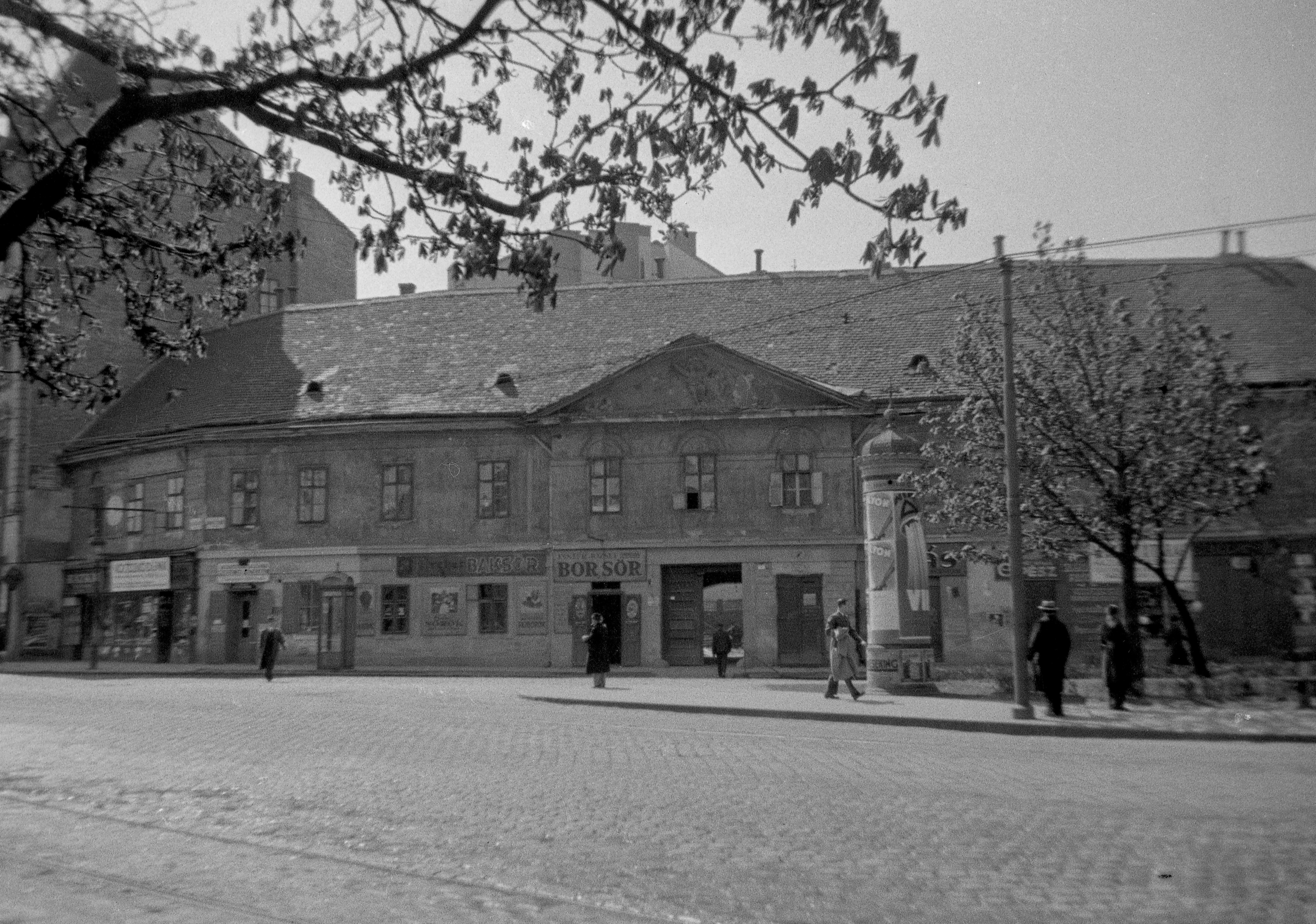
A Teremtés-ház 1934-ben

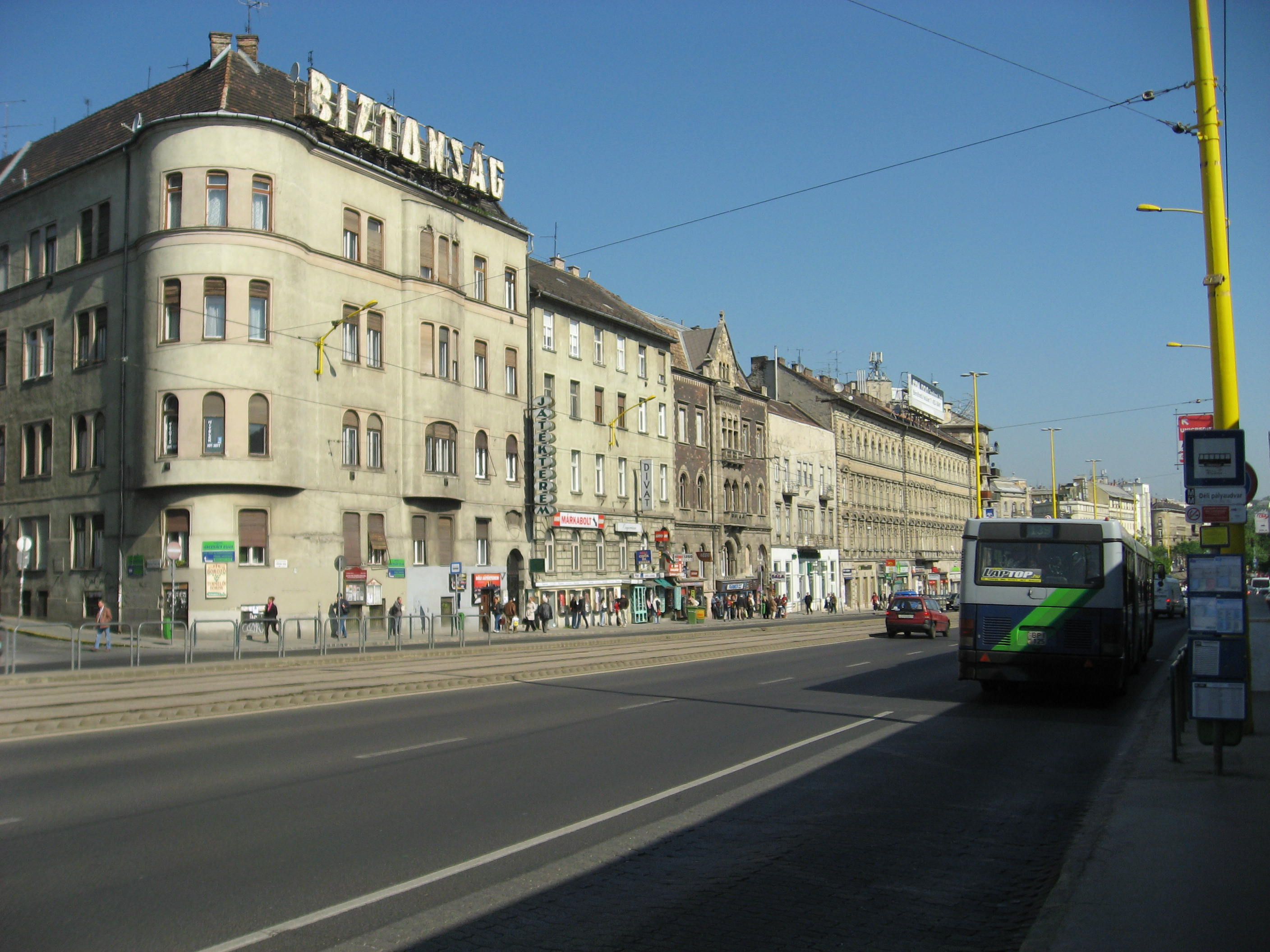
Házsor a Déli pályaudvarral szemben

Az Alkotás utca - Királyhágó utca - Böszörményi út - Nagyenyed utca által határolt területen 1870-1872 között épült a Budai Helyőrségi Kórház. 1950-ben lebontották. A helyén ma az 1961-1965 között épült honvédségi lakótelep áll. A hajdani tiszti kórház 1939-ben emelt Királyhágó utcai tömbjében 1995 óta különböző elnevezésekkel az Országos Gerincgyógyászati Központ működik.
Klebersberg Kuno 1925-ben alapította a Magyar Királyi Testnevelési Főiskolát 2014 óta a Testnevelési Egyetem nevet viseli. 2015-ben leégett az 1966-ban épült sportcsarnoka.  Az új - az eredetileg a Sportkórház számára épült - kampuszát 2018-ban adták át. Ezzel párhuzamosan lebontották az 1987-ben átadott régi ötszintes épületet.
Az egyetem mögött a Győri út mentén 1882-1882 között a Magyar Vöröskereszt kórházának pavilonjai, amelyekben 1951-től Sportklinika és Sportorvosi Kutató Laboratórium, majd 1990-től az Országos Sportegészségügyi Intézet (a közbeszédben: "Sportkórház") működött. A Testnevelési Egyetem terjeszkedése miatt Semmelweis Egyetem Ortopédiai Klinikájának volt Karolina úti épületeibe, a 2016-2022 között elvégzett részleges felújítást követően költözött.
1932-ben indult meg a villamosvasúti forgalom. Az azóta erre járó 61-es járat szerelvényei 1932 és 1962 között, valamint 2016 óta a 17-es villamossal összehangolva követik egymást. Az úttestet a Magyar Jakubinosok terétől a Nagyenyed utcáig 1973-ra, a BAH csomópontig 1976-ra szélesítették ki irányonként három sávosra.   A déli végénél a BAH-csomópont 1976-ra épült ki. A villamospálya utoljára 1999-ben kapott felújítást. A Márvány utcai kereszteződésnél magasodó Intranszmas irodaház 1969-ben épült. A lebontott Magyar Optikai Művek helyén 2001-ben nyílt meg a MOM Park bevásárlóközpont.
A BAH-csomópontnál a felszámolt Németvölgyi temető helyén létesült Gesztenyés-kertben a Hotel Novotelt 1982-ben, mellette a Budapest Kongresszusi Központot 1984-ben adták át.

## Nevének eredete
A mai Magyar jakobinusok tere 5 szám alatt állott 1936-os lebontásáig a Schöpfungshaus (Teremtés-ház), ami a timpanonján a világ teremtését bemutató – ma a Kiscelli Múzeumban található – , közkedvelt domborműről kapta nevét. A házról az előtte lévő utca a Schöpfungs Gasse (Teremtés utca) nevet kapta.  Az utcanevek magyarosítása idején ebből lett – némi félrefordítással – Alkotás utca.